# Барріо-де-Муньйо
Барріо-де-Муньйо (ісп. Barrio de Muñó) — муніципалітет в Іспанії, у складі автономної спільноти Кастилія-і-Леон, у провінції Бургос. Населення — 35 осіб (2010).
Муніципалітет розташований на відстані близько 200 км на північ від Мадрида, 31 км на південний захід від Бургоса.

## Демографія
Динаміка населення (INE ):